# Гамфрі Маршалл

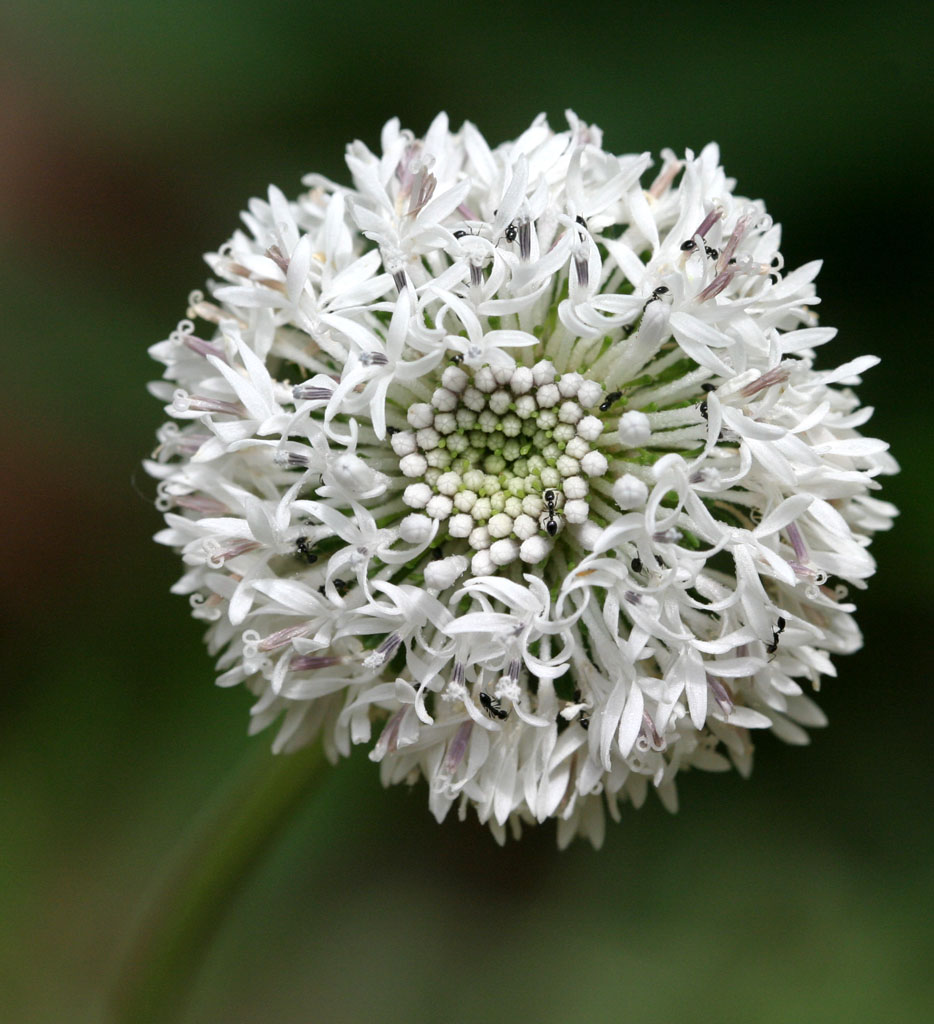
Квітка Marshallia obivata

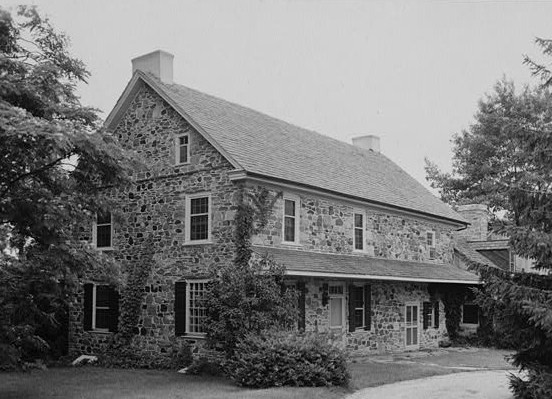
Будинок Гамфрі Маршалла у Маршалтоні, зараз національний історичний пам'ятник

Гамфрі Маршалл (англ. Humphry Marshall; 1722—1801) — ботанік, «батько американської дендрології».

## Біографія
Гамфрі Маршалл народився 10 жовтня 1722 року у сім'ї Авраама та Мері Гант Маршалл у районі сучасного села Маршалтон в окрузі Честер на території Пенсільванії. Він був родичем Джона та Вільяма Бартрама. У молодості працював каменярем. 16 вересня 1748 року одружився з Сарою Пеннок, згодом став господарем батьківської ферми у Пенсильванії. Під впливом Бартрама Гамфрі зацікавився ботанікою та астрономією, став вивчати місцеву деревну флору.
У 1767 році Маршалл став господарем сімейного маєтку. У 1773 році він вирішив заснувати у Маршалтоні ботанічний сад, другий в Америці після заснованого Дж. Бартрамом. Після його смерті, однак, цей сад був закинутий.
1785 році Маршалл опублікував книгу Arbustrum americanum — каталог відомих йому американських видів чагарників та дерев.
1786 році Гамфрі був обраний членом Американського філософського товариства. У тому ж році померла дружина, Сара Маршалл, через два роки Гамфрі одружився з Маргарет Міншол. Через деякий час зір ботаніка став погіршуватися.
У 1801 році він захворів на дизентерію (ймовірно шигельоз), 5 листопада 1801 року помер.
Основний гербарій Маршалла зберігається в Вест-Честерському університеті у Пенсильванії (DWC).

## Окремі наукові праці
- Marshall, H. (1785). Arbustrum americanum. 174 p.

## Почесті
Рід рослин Marshallia був названий на честь Гамфрі Маршалла та його племінника Мозеса Маршалла, також ботаніка.
На його честь названо парк Маршалла у боро Вест Честер, Пенсильванія, в чотирьох милях на схід від Маршалтона, де народився Гамфрі Маршалл.